# 厚木航空隊事件
厚木航空隊事件（あつぎこうくうたいじけん）は、1945年8月15日に、厚木海軍飛行場で第三〇二海軍航空隊（302空）司令の小園安名大佐が起こした騒乱事件。第二次世界大戦（大東亜戦争）での日本の降伏を受け入れず、連合国軍と徹底抗戦する目的で起こされたが、6日後に鎮圧された。

## 経緯
1945年（昭和20年）8月15日に行われた玉音放送により日本は降伏し終戦、小園は302空司令官を解かれて横須賀鎮守府付になることが決定していた。しかし、国体不滅を信じていた小園はこのまま日本が降伏すればソ連により皇室は根絶やしにされ、日本は滅亡すると危惧していたうえ、月光の斜銃装備や特攻反対などの提案を却下し、敗北を重ねた末に降伏を決めた海軍上層部への反感を強めていた。そして連合艦隊司令部と全艦隊に「302空は降伏せず、以後指揮下より離脱する」と伝達。部隊に「日本は神国、降伏はない、国体に反するごとき命には絶対服さない」と訓示を行う。翌日から陸海軍、国民などに対して軍用機で各地に『皇軍厳トシテ此処ニアリ』『重臣ノ世迷言ニ惑ワサルルコトナク我等ト共ニ戦へ』などと書かれた檄文を撒き呼びかけて回った。しかし、第三四三海軍航空隊飛行長・志賀淑雄少佐や筑波海軍航空隊飛行長・進藤三郎少佐らが302空の使者を一喝して追い返すなど、各航空隊の支持を得ることはできなかった。また、302空によるフィリピンへ向かう軍使機（緑十字機）の撃墜は失敗に終わった。
海軍大臣米内光政大将、第三航空艦隊司令長官寺岡謹平中将、海軍大佐高松宮宣仁王が説得に当たるが小園は納得しなかった。これにより小園は16日16時を以て解職され、山本栄・第七一航空戦隊司令官が302空司令を兼任した。しかし小園が16日以降持病のマラリアを悪化させて行動不能に陥り、8月21日に軍医により麻酔で眠らされて野比海軍病院（現・国立病院機構久里浜医療センター）へ運ばれて精神病棟で監視下に置かれる。それまでは毎日戦闘機などを飛ばしていた302空は、8月20日に海軍大佐高松宮宣仁王の説得を受けた副長の菅原英雄中佐によって武装解除され、小園が連行された21日に反対者も大半が鎮圧された。この際、若手を中心とした一部抗戦派は狭山飛行場（陸軍第三十九教育飛行隊）へ士官10名と下士官兵15名が、児玉飛行場（陸軍飛行第九十八戦隊）へ士官17名と下士官兵44名が向かった（他に零戦に搭乗した改田義徳中尉が途中で東京湾へ飛び込んで死亡している）。山本司令官により、21日を以て302空は解散された。狭山飛行場へ向かった抗戦派は協力を得られずに22日に厚木へ帰投。児玉飛行場の抗戦派も、23日に厚木から派遣された恭順派によって全機のタイヤをパンクさせられて戦闘不能に陥った。飛行長・山田九七郎少佐は、この件の責任を痛感して24日に妻と共に服毒自決した。25日に抗戦派の岩戸良治中尉が出頭し、26日に抗戦派全員が東京警備隊に拘束され、事件は終結した。
なお、小園がマラリアに罹患したという点について、小園の長男は「マラリアではなく、軍が寝室に秋水の燃料補助剤をまいて錯乱状態にした」と主張している。

## 事件後
1945年10月16日に横須賀鎮守府臨時軍法会議は、判士海軍少将小柳冨次（裁判長）・法務官海軍法務大佐由布喜久雄・判士海軍大佐小野良二郎の3名の裁判官で、党与抗命罪（海軍刑法56条）により小園に対し「被告人ヲ無期禁錮ニ処ス」という判決を下した。検察官は海軍法務少将小田垣常夫干与であった。また官籍剥奪も行われた。青年将校以下69名も4年から8年以下の禁錮刑に処せられた。軍法会議法における「戦時事変に際し海軍部隊に特設された臨時軍法会議」であるため、法令により弁護人はいなかった。小園らは横浜刑務所に収監された。
1946年11月3日、日本国憲法の公布を機会として公布された大赦令第1条の赦免対象に海軍刑法の党与抗命罪も含められ、事件関係者は主犯である小園を除き赦免された。小園は無期禁錮から禁錮20年に減刑される。1950年9月4日、特別上申により禁錮10年に減刑、同年12月5日熊本刑務所を仮釈放された。1952年、平和条約の発効に際し、政令107号の大赦令によって同年4月28日に赦免された。小園は事件についての手記『最後の対米抵抗者』を残し、1960年に死去した。
国会において阿具根登、大橋敏雄らは、「この判決で小園が海軍軍人としての一切の名誉を奪われて軍人恩給の支給対象から外れ、もともと恩給資格のない基地隊員60名も元受刑者として何らかの身分制限がつきまとったことは、ビラをまいただけであるのに対し理不尽、不公平」と主張した。
終戦前後に抗命罪に値するものは厚木航空隊だけではなかった。宮城事件で玉音放送用の録音盤の奪取ならびに放送の阻止を図った陸軍将校は、武力による実害が発生したにもかかわらず、自決した者以外は裁判もなされずに釈放されている。また厚木と全く同様の抗戦を企てた者として、陸軍飛行第九十八戦隊（児玉飛行場）の宇木素道少佐、あるいは陸軍狭山基地の山田少佐、台湾の第一三二海軍航空隊がいた。
1974年に行われた恩給法の附則改正により、小園の未亡人は遺族扶助料を受給できることになる。小坂徳三郎総務長官は「小園氏の名誉回復は今回の恩給法の改正によりまして、まず第一段階は到達されたというふうにわれわれは認識しております」と説明した。しかし、その後の進展はなかった。